# 热尔米尼代普雷
热尔米尼德普雷（法語：Germigny-des-Prés，法語發音：[ʒɛʁmiɲi de pʁe]）是法国卢瓦雷省的一个市镇，位于该省中部偏南，属于奥尔良区。

## 地理
热尔米尼德普雷（47°50'45"N, 2°15'59"E）面积9.78 平方千米，位于法国中央-卢瓦尔河谷大区卢瓦雷省，该省份为法国中北部省份，北起埃松省，西北接厄尔-卢瓦省，西南接卢瓦-谢尔省，南至涅夫勒省和谢尔省，东临约讷省，东北接塞纳-马恩省。
与热尔米尼德普雷接壤的市镇（或旧市镇、城区）包括：圣马丹达巴、卢瓦尔河畔新堡、吉利、卢瓦尔河畔圣伯努瓦、锡格卢瓦。
热尔米尼德普雷的时区为UTC+01:00、UTC+02:00（夏令时）。

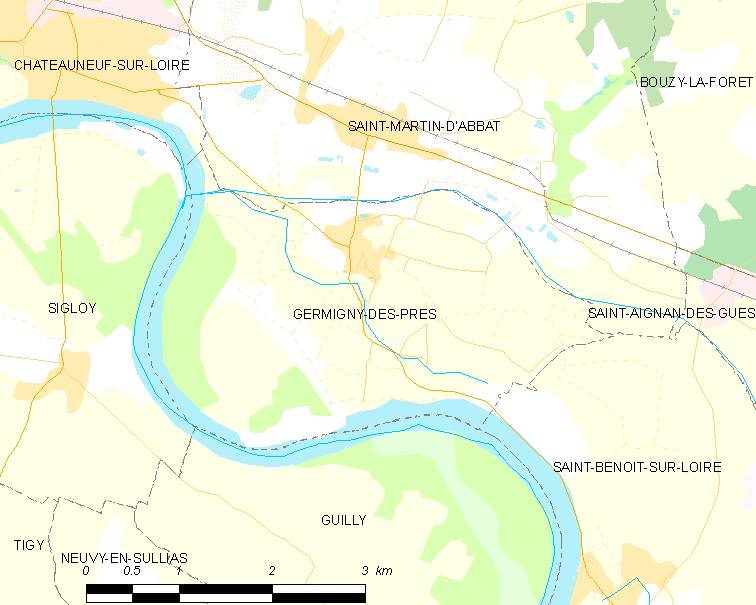
热尔米尼德普雷的OSM定位图

## 行政
热尔米尼德普雷的邮政编码为45110，INSEE市镇编码为45153。

## 政治
热尔米尼德普雷所属的省级选区为卢瓦尔河畔叙利县。

## 人口

1962-2008年间热尔米尼德普雷人口变化图示

热尔米尼德普雷于2022年1月1日时的人口数量为700人。